# Giorgio Venturini (calciatore)
Giorgio Venturini (fl. XIX-XX secolo) è stato un calciatore e dirigente sportivo italiano.

## Carriera

### Club
Insieme al fratello Giovanni, Venturini fu uno dei primi giocatori del Liguria, una società pioniere del calcio italiano, di cui era anche il capitano e dall'aprile 1898 anche segretario.
Nel 1898 gioca, in prestito al Genoa, quella che viene considerata la prima partita di calcio ufficiale in Italia. L'incontro terminò con l'affermazione degli avversari dei genovesi, ovvero una rappresentativa piemontese formata da giocatori dell'Internazionale Torino e del Torinese.
Ritornato al Liguria FBC, che non riuscì a partecipare ai primi campionati ufficiali organizzati dalla FIF, vi restò sinché non passò, con il compagno di squadra Carlo Lancerotto, alla sezione calcistica dell'Andrea Doria. Con i doriani partecipò al campionato nel 1902, ove partecipò al primo derby ufficiale tra formazione genovesi, perso contro i futuri campioni nazionali del Genoa. Nel maggio 1902 partecipa con l'Andrea Doria al torneo calcistico del campionato nazionale di ginnastica, aggiudicandosi la vittoria ad ex aequo con il Milan al termine della finale contro i rossoneri, terminata a reti bianche, ed il titolo di campione d'Italia, la Coppa Forza e Coraggio e la Corona di Quercia. È possibile che abbia partecipato anche al campionato seguente, sempre con la maglia dell'Andrea Doria.

## Palmarès

### Calciatore

#### Club

##### Altre Competizioni
- Torneo FGNI: 1

Andrea Doria: 1902